# برای غصه خوردن خیلی جوونم
برای غصه خوردن خیلی جوونم (به انگلیسی: Too Young to Be Sad) دومین آلبوم چندآهنگه از خوانندهٔ کانادایی تیت مک‌ری می‌باشد که در ۲۶ مارس سال ۲۰۲۱ از سوی آرسی‌ای رکوردز منتشر گردید.